# Мартіна Ельгеніцка
Мартіна Ельгеніцка (чеськ. Martina Elhenická, 10 жовтня 1993) — чеська плавчиня. Учасниця Чемпіонату світу з водних видів спорту 2017, де в попередніх запливах на дистанції 1500 метрів вільним стилем посіла 18-те місце і не потрапила до фіналу.